# Шери-Шартрёв
Шери́-Шартрёв (фр. Chéry-Chartreuve) — коммуна во Франции, находится в регионе Пикардия. Департамент коммуны — Эна. Входит в состав кантона Фер-ан-Тарденуа. Округ коммуны — Суасон.
Код INSEE коммуны — 02179.

## Население
Население коммуны на 2010 год составляло 341 человек.
| 1962 | 1968 | 1975 | 1982 | 1990 | 1999 | 2010 |
| ---- | ---- | ---- | ---- | ---- | ---- | ---- |
| 318  | 305  | 279  | 271  | 293  | 309  | 341  |

## Экономика
В 2010 году среди 222 человек трудоспособного возраста (15—64 лет) 172 были экономически активными, 50 — неактивными (показатель активности — 77,5 %, в 1999 году было 66,7 %). Из 172 активных жителей работали 153 человека (90 мужчин и 63 женщины), безработных было 19 (11 мужчин и 8 женщин). Среди 50 неактивных 13 человек были учениками или студентами, 24 — пенсионерами, 13 были неактивными по другим причинам.